# 전북인공지능고등학교
전북인공지능고등학교(全北人工智能高等學校)는 대한민국 전북특별자치도 고창군 무장면 무장리에 위치한 사립 고등학교이다.

## 학교 연혁
- 1945년 11월 10일 : 무장농업 중학교 기성회 조직(회장 진우곤 선생 취임)
- 1946년 10월 23일 : 무장초급중학교 인가(초대 교장 진환 선생 취임)
- 1967년 11월 29일 : 영선종합고등학교 설립 인가(보통과 1학급, 농업과 1학급)
- 1968년 3월 1일 : 개교
- 1968년 3월 1일 : 초대 교장 안동현 선생 취임
- 1979년 3월 21일 : 학교법인 강호학원 설립(중앙문화 학원과 분리)
- 1987년 8월 27일 : 학교법인 무송학원 설립(이사장 고용림 선생 취임)
- 1999년 11월 22일 : 이사장 고석원 선생 취임
- 2003년 2월 25일 : 교명 변경(영선고등학교)
- 2011년 2월 25일 : 자율학교 지정 (2014. 2. 28까지)
- 2011년 9월 16일 : 학칙 변경(각 학년 보통과 2학급, 자동차과 1학급, 관상원예과 1학급)
- 2024년 1월 10일 : 제54회 졸업 (졸업생 7,458명)
- 2024년 3월 1일 : 제20대 교장 정순량 선생 취임
- 2025년 3월 1일 : 전북인공지능고등학교로 교명 변경

## 설치 학과
- AI소프트웨어과

## 참고 자료
- 전북인공지능고등학교 - 한국교육학술정보원 학교알리미